# Christopher Bernau
Christopher Bernau, pseudonimo di Herbert Augustine Bernau (Santa Barbara, 2 giugno 1940 – 14 giugno 1989), è stato un attore televisivo statunitense.
È noto al pubblico televisivo italiano per essere stato il primo Alan Spaulding (1977 - 1989) nella soap opera Sentieri (ruolo, ricoperto, dopo la sua morte, inizialmente da Daniel Pilon e, infine, da Ron Raines). Oltre che in Sentieri, ha lavorato anche nella soap opera Santa Barbara.
È morto, all'età di soli 49 anni, il 14 giugno 1989 per un attacco di cuore, dovuto a delle complicazioni causate dall'AIDS.

## Doppiatore italiano
- Nella soap opera Sentieri, Christopher Bernau è stato doppiato da Franco Ferri.